# 納納巴里亞動物保護區
納納巴里亞動物保護區是中非共和國西北部的保護區，成立於1952年，佔地2,313平方公里，取名自北面的納納巴里亞河。在保護區內距離離乍得南部邊境約10公里處有一個長400米、寬200米的湖泊。